# 穆罕默德·达乌德汗
萨德尔·穆罕默德·达乌德·汗（1909年7月18日—1978年4月28日），出生于喀布尔，是纳第尔国王的侄子。在1973年7月的不流血政变中，达乌德汗推翻了他的堂弟穆罕默德·查希尔沙国王的君主立宪制，成立阿富汗共和国，并成为第一任阿富汗共和国总统。1978年4月达乌德汗被阿富汗人民民主党发动的政变推翻，在政变中被射杀。

## 早期生平
穆罕默德·达乌德汗生于阿富汗首都喀布尔，他的家族属穆沙希班王室家族。1930年，达乌德的伯父穆罕默德·纳第尔·沙阿成为阿富汗国王，其家族开始登上阿富汗最高统治地位。达乌德的父亲穆罕默德·阿齐兹·沙阿是纳第尔国王的弟弟，曾任驻德国大使，1933年6月6日在德国柏林遇刺身亡。
1921年达乌德在法国上中学。1929年回国，在外交部短期任职后进入喀布尔军事学院学习，1931年毕业后，在陆军任职。1932年在东省司令部任职，1933年，他被任命为南格哈尔省省长兼驻军司令，1935年晋升为中将，任坎大哈和法拉省省长兼驻军司令。1939年任喀布尔中央军团司令兼军事院校院长。

## 战后主政时代
达乌德在1946年参加内阁，担任了国防大臣；1948年兼任财政大臣。1951年他一度退出内阁，任驻瑞士和比利时大使，不久回国，再次任中央军团司令。1953年9月20日穆罕默德·查希尔国王开始亲政，达乌德被任命为阿富汗首相。
在国内政策方面，面对批评声音，他采取强硬对策，1949年解散自由议会，开除那些批评王室的国会议员，前任首相任内兴起的私人出版物被关闭，那些热情呼吁世俗改革的自由派知识分子被投进了监狱。喀布尔大学教授穆罕默德·霍巴尔（Mohammed Ghobar）曾在《历史进程中的阿富汗》一书里讲述了国家的发展历程和统治家族的严酷手段。因而霍巴尔遭到达乌德政权的迫害，被流放到西南部荒漠的小镇。
达乌德在上台前，反对马茂德的亲西方一边倒外交政策，上台后发展了同苏联的关系。1955年苏联新任领导人赫鲁晓夫访问喀布尔。并与达乌德首相在王宫签署了一项协议，苏联向阿富汗提供一亿美元用于基础建设的货款。1956年达乌德回访了苏联。受到苏联计划经济的影响，推行“国家主义”政策（由国家指导和计划经济发展的政策），制订了第一个发展国民经济的五年计划（1956年9月—1961年8月）。他因与苏联关系密切，而被称为“红色亲王”。达乌德也曾向美国提出军援，但美国考虑到与巴基斯坦的盟友关系，而没有答应达乌德的要求。于是达乌德转过头来向苏联提出军援要求，苏联马上答应了他的要求，除了提供坦克、飞机等军事装备之外，还帮助阿富汗修建空军基地。此外，苏联还向阿富汗提供天然气管道的修建援助以及改善阿富汗电话电报通信设施。
尽管如此，达乌德并没有放弃不偏不倚的中间外交路线，而是继续与美国保持友好关系。1959年美国总统艾森豪威尔应邀访问了阿富汗。为了与争夺苏联在阿富汗的影响力，美国也帮助阿富汗改建喀布尔机场和修建坎大哈新机场以及修建水利大坝。对此，有美国中央情报局官员形象地比喻：当达乌德用苏联的火柴点燃手里的美国香烟时，他是再幸福不过了。
虽然他的统治手段专制冷酷，但却积极推进阿富汗的现代化建设和世俗化变革，支持妇女解放，呼吁抛弃旧习俗和推广教育等。对阿富汗来说，提倡妇女解放，并为妇女平等参与社会生活开辟道路的施策极为艰难，前国王阿曼努拉汗的努力失败了，为此达乌德先通过一些小举措来做尝试。1957年，喀布尔电台开始播放女歌手的音乐，电台里也有了女播音员。 政府并没有反对，这可被视为批准。也没有引发骚乱，保守派认为女人只要不被看见，她们的声音可以被听见。当年晚些时候，亚洲妇女大会在锡兰（今斯里兰卡）举行。达乌德让阿富汗妇女代表团前往参会。1958年，在政府获得父母同意书后，40名穿着罩袍的女工得以入职一家国营制陶厂，与男性一起工作。这一连串施政引发了宗教界的愤怒。阿富汗国内几位最有权势的神职人员联名上书达乌德，表示了震惊，他们希望达乌德能把国家带回“沙里亚法”规定的正轨上。达乌德回信说，他非常希望能按照教法的要求去做，但他翻遍了《古兰经》，也未找到先知强制行罩袍的只言片语。达乌德谦称自己学识有限，恳请学者们到首都来，把相关段落找出来给他看。于是宗教学者们带着书来到王宫。经过仔细钻研，也无法提供古兰经方面的支持，以达到反对达乌德的妇女政策的目的。

## “杜兰德”危机前后
1893年英国与当时的阿富汗王国划定了两国边界线，即“杜兰德线”。这个边界线将居住在这一带的普什图人的区域一分为二，边界线以东属于英属印度，边界线以西属于阿富汗。1947年印巴分治之后，居住在杜兰德线以东的白沙瓦地区的普什图人并不想成为巴基斯坦的一部分，而是打算建立“普什图斯坦”国家，对此阿富汗半公开地支持该运动，阿富汗政府甚至表示在“普什图斯坦”问题得到解决之前，反对巴基斯坦进入联合国。对此阿富汗与巴基斯坦双方展开了宣传战，设在喀布尔的电台向巴基斯坦境内的普什图人开展煽情广播，而巴基斯坦则针锋相对地设立了“自由阿富汗电台”向阿富汗境内的普什图人喊话，敦促他们离开阿富汗，加入巴基斯坦。
双方你来我往的口水战，最后升级为武装冲突。巴基斯坦为此三次封锁与阿富汗的边界。相关冲突甚嚣尘上的时候，正值达乌德执政初期。达乌德本就是个狂热的普什图民族主义者，他支持强硬的反巴基斯坦普什图主义，对美国来说，不希望看到这两个国家在这个问题上对立，因此美国劝说阿富汗接受“杜兰德线”。
1960年，达乌德为了向巴基斯坦施加压力，单方面关闭了与巴基斯坦的边界。有人认为这是达乌德执政生涯中的最大败笔。边界一关，双边贸易立即陷于停滞，边界地区的游牧民无法自由来去，城市里大小商店的货架变得空空如也。边境关闭后，原本通过陆路运输到巴基斯坦卡拉奇港口的阿富汗农产的货运中断，达乌德只好求助于苏联。于是苏联通过空运将阿富汗产的葡萄等农产品运往苏联，然而苏联并不需要这些农产品，这些农产品到了苏联之后又被扔弃到咸海。苏联完全是从外交战略考虑来帮助达乌德政府。这使得阿富汗与苏联关系越走越近。
眼看达乌德的政策会损害阿富汗的不结盟关系地位，于是1963年查希尔国王亲自出面，撤销了达乌德的首相职位，并让他退休，而查希尔亲自担任首相。1963年查希尔修改宪法，规定王室成员不得参政。之后，阿富汗重新开放与巴基斯坦的边境。
在达乌德离开政坛后的1963年至1973年十年期间，他经常邀请左翼人士特别是年轻军官到他家中进行私下会面，他们后来许多人成为阿富汗人民民主党成员，他们中的许多人属于旗帜派。当年正是达乌德的政策，他们才得以前往苏联留学，变得训练有素、思想激进。他们成为了达乌德后来得以发动政变的人脉资源。

## 重返政坛
1970年代初，阿富汗经济滑坡，外债增加，1971年至1972年又发生了罕见的干旱，大批牲畜饿死以及大规模饥荒。再加上上层人物和政府大小官员的贪污腐败，无论是神职社会还是知识分子甚至军队内部，对国王不满的情绪遍及社会各个角落。与之相比，在知识分子和军队当中，支持达乌德的声音日渐高涨。在这个背景之下，1973年7月17日达乌德联合一批青年军官，乘查希尔国王在国外治病之机发动了不流血的政变，宣布废除君主立宪制，成立“阿富汗共和国”，并出任国家元首。8月1日，他宣布组成新内阁，一人兼任四职：总理兼外交部长、国防部长以及最高经济委员会主席。
1973年7月政变之后，达乌德在8月至10月期间破获并镇压了三次政变计划。这些参与政变计划的人几乎都是前国王的政府高官追随者，其中包括前首相、情报局长、三位将军以及一些议会代表和军官。除此之外，1975年和1976年也在地方爆发了反政府的原教旨主义的叛乱，这些叛乱均被镇压。
1973年的政变，得到了当时阿富汗人民民主党两个派别的支持，在组建的新政府内阁中，达乌都也吸收了四个阿富汗人民民主党成员的入阁。但是当阿富汗人民民主党提出对阿富汗进行全面的社会改革时，遭到了达乌德的杯葛，并把这些人民民主党成员的政府位置调到徒有虚名的岗位。
在对外关系上，达乌德对美苏两大阵营继续维持等距离外交，一方面表示继续加强于苏联的友谊，支持苏联的“集体安全计划”，另一方面却削减苏联驻阿富汗军事顾问人员，同时把大批军官派往印度、埃及学习。1976年美国国务卿基辛格访问喀布尔，重申美国继续支持阿富汗。同时伊朗王国向阿富汗提供了为其10年的20亿美元的优惠贷款。而与此同时，苏联继续向阿富汗提供援助，两国之间的贸易增长了三倍，同时苏联与阿富汗续签了为期10年的友好条约。
1977年4月，达乌德访问莫斯科，与苏联签署了为期12年的发展双边经济贸易协议书。据说，在这次访问中，达乌德与勃列日涅夫发生了不愉快的摩擦，他拒绝与苏共中央政治局成员会面。勃列日涅夫要求达乌德驱逐所有在阿富汗的“帝国主义专家”，达乌德则答复：一旦不需要他们，他将送走所有的专家。然而达乌德回国后，便开始寻找途径以减少对苏联的依赖，同时加强与美国的关系，在国内开始对压制以人民民主党为代表的左翼势力。
到了1978年，在阿富汗境内的苏联经济技术专家共有2000多人，苏联对阿富汗的贷款总额达到了12.65亿美元，于此同时美国对阿富汗的优惠贷款和无偿贷款也达到了4.7亿美元。同年夏天达乌德计划正式访问美国，但因政变而夭折。

## 1978年4月政变
1977年7月，达乌德成立了自己的政黨“國家革命黨”，同時開始通過開除公職等手法對人民民主黨進行清洗。1978年4月17日，身爲阿富汗警察學院院長的人民民主黨旗幟派的幹部，阿克巴·希貝爾遭到刺殺。4月19日，人民民主黨在喀布爾舉行大規模抗議示威，要求政府嚴懲凶手。
1978年4月25日，达乌德下令逮捕人民民主党的塔拉基、卡尔迈勒、阿明、潘吉舍里和萨菲等领导人，罪名是违反宪法。在25日深夜，阿明的住宅遭到警察的搜查，为了解情况，阿明让儿子去找塔拉基，得知塔拉基已经遭到逮捕。于是阿明通过人民民主党在空军的成员下达了武装进攻的命令。而此时，达乌德政府的军队却在为庆贺粉碎左翼势力开庆功宴。军队中的人民民主党成员抓住了这个机会，武装政变领导们于4月27日凌晨在喀布尔动物园附近举行了会晤，制定了政变方案，以口令：“赛义德·默罕默德”和回令：“米格-21”为联络暗语。参加政变的军队有空军和防空火炮部队、坦克部队、防空导弹部队以及步兵突击队。27日中午，政变坦克部队抵达了总统府并很快包围了总统府，此时达乌德正在主持内阁会议。正午时分，政变部队的坦克向总统府开炮，总统府动用了部署在总统府的T-54坦克进行还击。
这个消息马上传遍了全国，人民民主党的追随者随即开始抢夺枪械、占领政府机构。当晚的17点30分，被关押的人民民主党领袖获救。电台宣布革命成功。同时，政变空军对总统府开始轰炸，并劝其投降。傍晚，步兵突击队冲入总统府，与负隅顽抗的达乌德和他的守卫队发生了枪战。枪战中，达乌德被打死。28日凌晨，政变部队肃清了总统卫队的最后抵抗，政权转移到人民民主党手中。共有43人在这次流血政变中丧生。讽刺的是，五年前阿富汗人民民主党帮助达乌德推翻了查希尔国王领导的政府，而五年后又是阿富汗人民民主党推翻了达乌德政权。

## 政变后果以及对本人的评价
对这场政变，外界普遍猜测是苏联在背后所操纵，然而实际上并没有迹象表明苏联参与了此次政变。但是其结果却令苏联十分满意，这个政变意味着在苏美两国中维持平衡的阿富汗彻底倒向了苏联的一方。政变后执政的人民民主党党纲以及建国纲领都是以苏联为样本，在阿富汗试图建立苏联模式的共产主义国家，它自然也成为了苏联阵营的一员。然而这场政变加剧了阿富汗国内的动荡，最终导致了苏联的入侵。
虽然普遍认为达乌德推翻王朝引发阿富汗长达数十年的内乱，但是达乌德仍然被认为是1973年阿富汗改为共和制国家之后，阿富汗最优秀的领导人。在死后30年的2009年3月17日，阿富汗政府为他和他的家人举行国葬，达乌德的棺材盖上阿富汗国旗。